# Escœuilles
Escœuilles è un comune francese di 489 abitanti situato nel dipartimento del Passo di Calais nella regione dell'Alta Francia.
Il territorio comunale ospita le sorgenti del fiume Hem.

## Storia

### Simboli
Dalla fine degli anni '90 del secolo scorso, il comune ha ripreso il blasone di Louis du Quesnoy signore di Escœuilles nel 1652. Anche il comune di Le Quesnoy-en-Artois  porta lo stemma di questa famiglia, originaria di quel paese, ma l'aquila non è bicipite.

## Società

### Evoluzione demografica
Abitanti censiti